# Jan Konarski
Jan Konarski (Konary, ca. 1447 - Krakau, 3 april 1525) was de 40e bisschop van Krakau.

## Biografie
Jan Konarski was een telg van de Poolse heraldische clan Abdank. Hij was als bisschop van Krakau de drijvende kracht achter het drukkersproject van Jan Haller: een reeks van religieuze boeken (missalen, getijdenboeken en rubrieken) voor het bisdom. Op velen van deze publicaties staat het wapen van de bisschop prominent afgebeeld. Konarski was de opdrachtgever van de Triptiek van Bodzentyn (1508), waar hij zelf ook op afgebeeld is. Ook liet hij de hoge altaar van Kobylin vervaardigen.
Jan Konarski was de plaatsvervanger van Sigismund I van Polen in de sejm van Proszowice.
Hij leidde een beweging om de Jagiellonische Universiteit te revitaliseren. Ook heeft de bisschop Iłża ommuurd, het kasteel heropgebouwd en het bisschoppelijke kasteel van Bożecin gebouwd.
In de jaren voor zijn dood (1520-1521) is de Konarski-kapel gerenoveerd in de renaissancestijl. Zijn tombe werd in 1521 door een van Bartolommeo Berrecci's chef-assistenten in een werkplaats in Krakau vervaardigd. Jan Konarski werd na zijn dood in 1525 in deze kapel begraven. Zijn renaissance-kapel is tussen 1722 en 1728 in opdracht van bisschop Konstanty Felicjan Szaniawski door architect Kacper Bazanka gerenoveerd naar de barokstijl.
- International Standard Name Identifier: 0000 0004 0970 7002
- Nationale Bibliotheek van Tsjechië: mub20221144276
- Virtual International Authority File: 303621003
- WorldCat: E39PBJcBRPrhpbccdCyMh4W4bd